# قصه‌های وقت خواب
داستان‌های زمان خواب آلبومی از هنرمند اهل ایالات متحده آمریکا مدونا است که در سال ۱۹۹۴ میلادی منتشر شد.